# Francisca Nneka Okeke

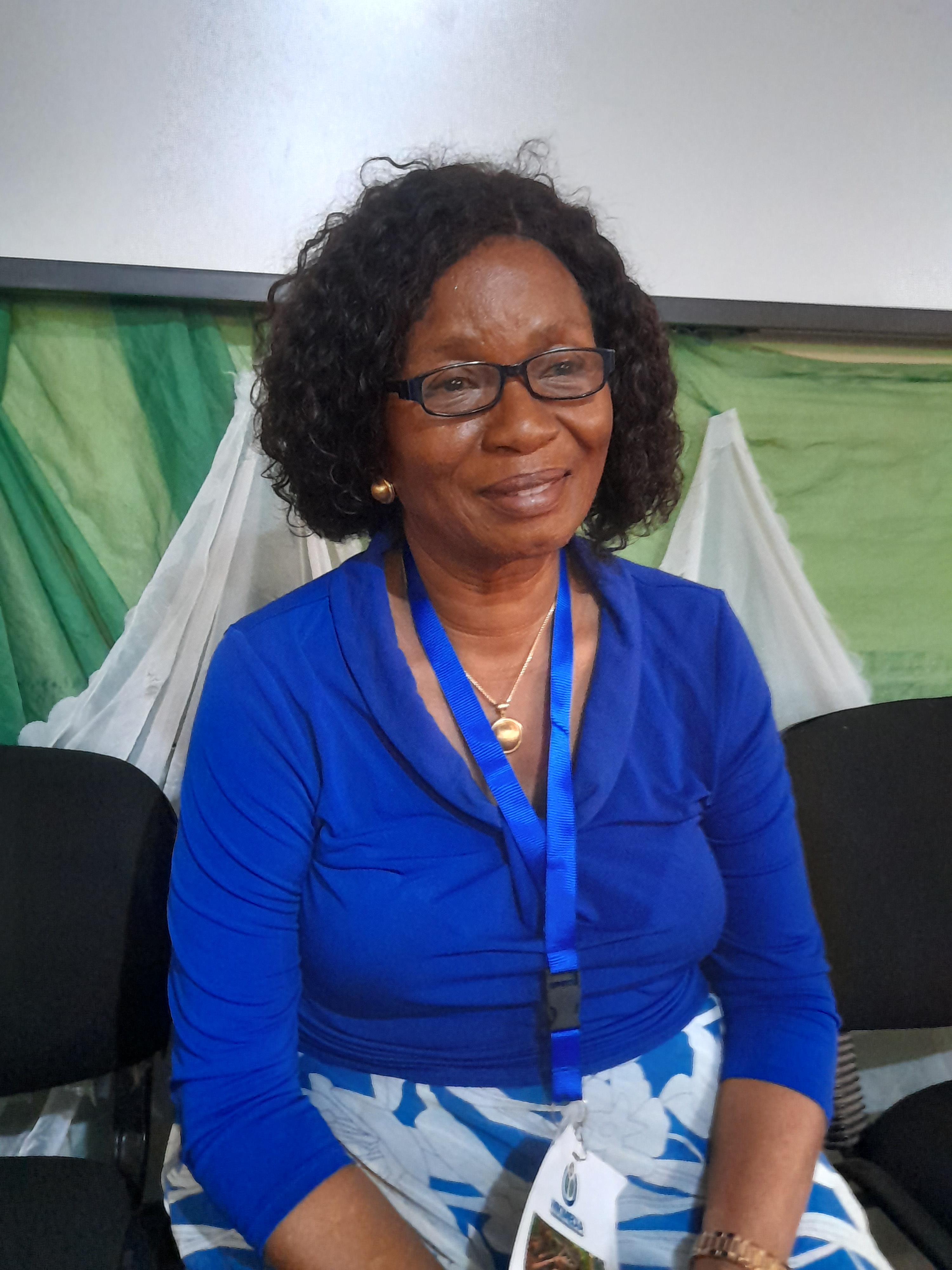
Francisca Nneka Okeke (2023)

Francisca Nneka Okeke (* 14. Oktober 1956 in Onitsha) ist eine nigerianische Professorin für Physik an der University of Nigeria, Nsukka. Ihre Forschungsschwerpunkte umfassen Geomagnetismus, Atmosphärenphysik und Klimavariabilität. 2013 erhielt sie für ihre wissenschaftlichen Beiträge zum Verständnis atmosphärischer Phänomene den UNESCO-L’Oréal-Preis.

## Leben
Francisca Nneka Okeke stammt aus einer wissenschaftlich orientierten Familie; ihr Vater war Professor für Mathematik. Bereits in ihrer Kindheit entwickelte sie großes Interesse für naturwissenschaftliche Fragestellungen, insbesondere zu Himmelserscheinungen und der Funktionsweise von Flugzeugen. Sie begann in den 1980erJahren and der University of Nigeria ein Physikstudium.
Okeke absolvierte zahlreiche internationale Forschungsaufenthalte, darunter an der Universität von Natal in Durban, Südafrika, sowie an der Universität von Tokio in Japan. Ihre wissenschaftliche Laufbahn führte zu einer Vielzahl akademischer und administrativer Ämter. Sie wurde 2003 die erste Frau, welche die Leitung der Abteilung für Physik und Astronomie an der University of Nigeria, Nsukka, übernahm, und fungierte von 2008 bis 2010 als erster weiblicher Dekan der Fakultät für Physikalische Wissenschaften. Im August 2025 wurde ein Asteroid nach ihr benannt: (149831) Okeke.

## Wirken
Francisca Okeke gilt als Vorreiterin der Physik in Nigeria und Ostafrika. Als Professorin für Physik leistete sie grundlegende Beiträge zur Erforschung der Ionosphäre und geomagnetischer Prozesse. Ihre Studien zur täglichen Variierung ionischer Ströme in der oberen Atmosphäre liefern wichtige Erkenntnisse für das Verständnis von Klimaveränderungen sowie zur Lokalisierung potenzieller Ursachen für Tsunamis und Erdbeben. Okeke veröffentlichte über 110 wissenschaftliche Artikel in internationalen Fachzeitschriften.
Neben ihrer wissenschaftlichen Forschung setzt sich Okeke in der Förderung von Mädchen und Frauen in den MINT-Fächern (Mathematik, Informatik, Naturwissenschaften und Technik) ein. So gründete sie den Ortsverband der Organisation für Frauen in der Wissenschaft (OWSD) an ihrer Universität und organisiert Arbeitskreise und Lehrveranstaltungen, insbesondere in ländlichen Gebieten und Mädchenschulen.
Sie wurde von CNN in deren Sendung African Voices porträtiert und gilt als eine der zehn einflussreichsten nigerianischen Frauen in der Wissenschaft.
Für ihre Forschungsleistungen und ihr gesellschaftliches Engagement erhielt Okeke mehrere nationale und internationale Auszeichnungen, darunter 2013 den UNESCO-L’Oréal-Preis. Sie ist Fellow verschiedener wissenschaftlicher Institutionen wie der Weltakademie der Wissenschaften (TWAS), der Afrikanischen Akademie der Wissenschaften und der Nigerianischen Akademie der Wissenschaften.